# Feings (Orne)
Pour les articles homonymes, voir Feings.
Feings est une commune française, située dans le département de l'Orne en région Normandie, peuplée de 191 habitants.

## Géographie
La commune se situe au nord de la région naturelle du Perche. 
| Tourouvre au Perche (comm. dél. de Bivilliers) | Tourouvre au Perche (comm. dél. de Tourouvre et Autheuil) | Tourouvre au Perche (comm. dél. d'Autheuil)                                  |
| Villiers-sous-Mortagne                         | Feings                                                    | Longny les Villages (comm. dél. de Longny-au-Perche et Saint-Victor-de-Réno) |
| Villiers-sous-Mortagne                         | Saint-Mard-de-Réno                                        | Longny les Villages (comm. dél. de Saint-Victor-de-Réno)                     |

### Hydrographie
La commune est située dans le bassin Loire-Bretagne. Elle est drainée par la Commeauche, la Villette, le ruisseau de Culois, le ruisseau de Villiers et le ruisseau le Bignon,.
La Commeauche, d'une longueur de 29 km, prend sa source dans la commune de Tourouvre au Perche et se jette  dans l'Huisne à Bartenheim, après avoir traversé quatre communes. Les caractéristiques hydrologiques de la Commeauche sont données par la station hydrologique située sur la commune de Boissei-la-Lande. Le débit moyen journalier maximum est de 15,4 m3/s, atteint lors de la crue du 18 janvier 2024. Le débit instantané maximal est quant à lui de 16,1 m3/s, atteint le même jour.
La Villette, d'une longueur de 17 km, prend sa source dans la commune de Tourouvre au Perche et se jette  dans l'Huisne] à Corbon, après avoir traversé six communes. 
Trois plans d'eau complètent le réseau hydrographique : l'étang de la Courraierie (2,13 ha), l'étang de la Vigne, d'une superficie totale de 1,9 ha (1,9 ha sur la commune) et l'étang Gabriel (0,37 ha),.

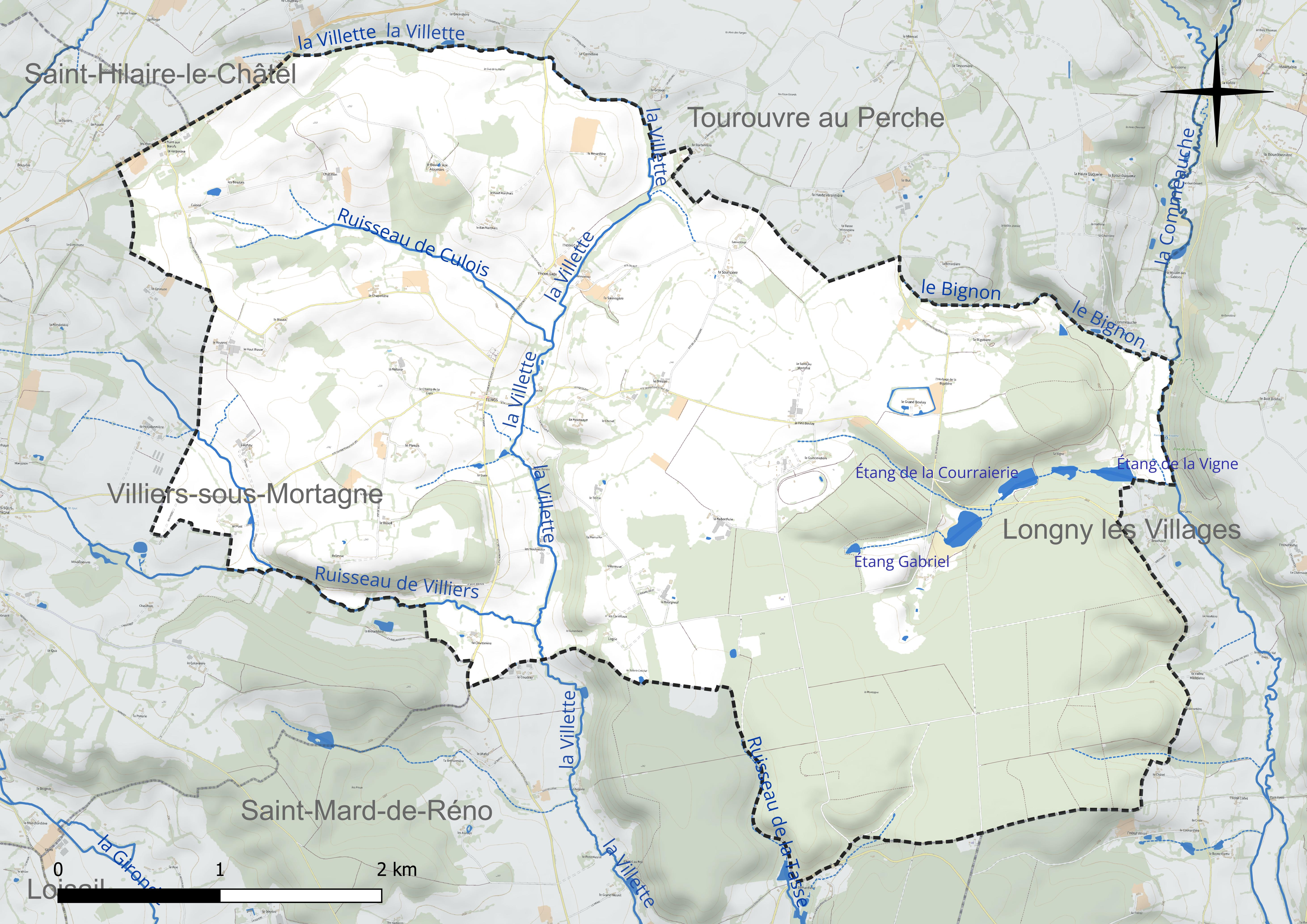
Réseau hydrographique de Feings.

### Climat
Pour des articles plus généraux, voir Climat de la Normandie et Climat de l'Orne.
En 2010, le climat de la commune est de type climat océanique dégradé des plaines du Centre et du Nord, selon une étude du CNRS s'appuyant sur une série de données couvrant la période 1971-2000. En 2020, Météo-France publie une typologie des climats de la France métropolitaine dans laquelle la commune est exposée à un climat océanique altéré et est dans la région climatique Normandie (Cotentin, Orne), caractérisée par une pluviométrie relativement élevée (850 mm/a) et un été frais (15,5 °C) et venté. Parallèlement le GIEC normand, un groupe régional d’experts sur le climat, différencie quant à lui, dans une étude de 2020, trois grands types de climats pour la région Normandie, nuancés à une échelle plus fine par les facteurs géographiques locaux. La commune est, selon ce zonage, exposée à un « climat contrasté des collines », correspondant au Pays d'Ouche et au Perche et bénéficiant d’un caractère continental affirmé avec des précipitations atténuées et des amplitudes thermiques fortes.
Pour la période 1971-2000, la température annuelle moyenne est de 10,2 °C, avec une amplitude thermique annuelle de 14,3 °C. Le cumul annuel moyen de précipitations est de 787 mm, avec 12,9 jours de précipitations en janvier et 8,6 jours en juillet. Pour la période 1991-2020, la température moyenne annuelle observée sur la station météorologique la plus proche, située sur la commune de Tourouvre au Perche à 5 km à vol d'oiseau, est de 10,9 °C et le cumul annuel moyen de précipitations est de 749,1 mm,. Pour l'avenir, les paramètres climatiques de la commune estimés pour 2050 selon différents scénarios d’émission de gaz à effet de serre sont consultables sur un site dédié publié par Météo-France en novembre 2022.

## Urbanisme

### Typologie
Au 1er janvier 2024, Feings est catégorisée commune rurale à habitat très dispersé, selon la nouvelle grille communale de densité à sept niveaux définie par l'Insee en 2022.
Elle est située hors unité urbaine et hors attraction des villes,.

### Occupation des sols
L'occupation des sols de la commune, telle qu'elle ressort de la base de données européenne d’occupation biophysique des sols Corine Land Cover (CLC), est marquée par l'importance des territoires agricoles (64,8 % en 2018), une proportion identique à celle de 1990 (64,8 %). La répartition détaillée en 2018 est la suivante : 
forêts (35,2 %), prairies (33,6 %), terres arables (26,3 %), zones agricoles hétérogènes (4,8 %). L'évolution de l’occupation des sols de la commune et de ses infrastructures peut être observée sur les différentes représentations cartographiques du territoire : la carte de Cassini (XVIIIe siècle), la carte d'état-major (1820-1866) et les cartes ou photos aériennes de l'IGN pour la période actuelle (1950 à aujourd'hui).

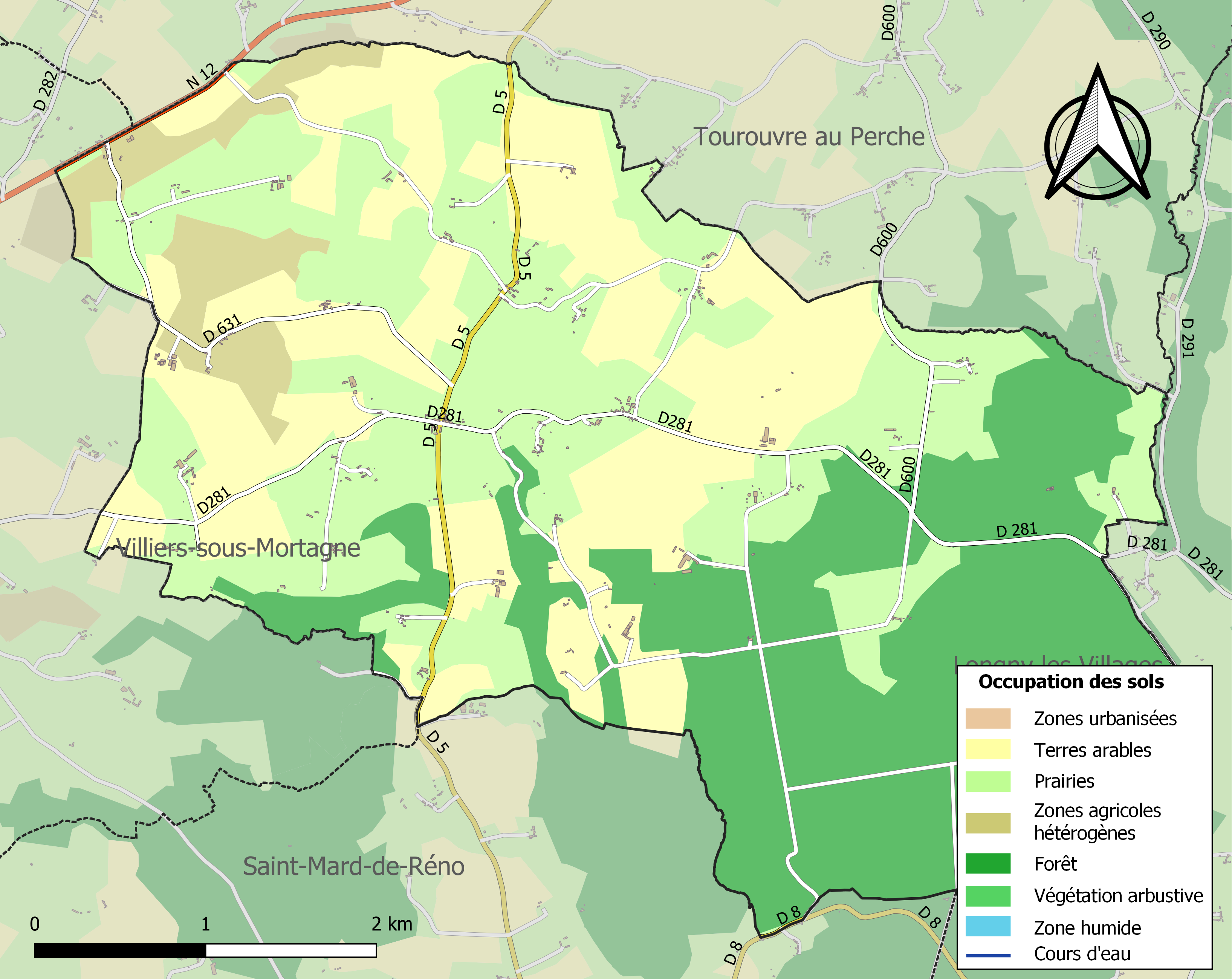
Carte des infrastructures et de l'occupation des sols de la commune en 2018 (CLC).

## Toponymie
Le nom de la localité est attesté sous la forme Fenis vers 1272.
Le toponyme est issu de l'ancien français fins « frontières, limites ».
Le gentilé est Féniliens.

## Histoire
Frontière gallo-romaine, à la limite du territoire des Sagii.

## Politique et administration
| Période                                  | Période   | Identité            | Étiquette | Qualité              |
| ---------------------------------------- | --------- | ------------------- | --------- | -------------------- |
| avant 1988                               | ?         | Hubert Choppe       |           |                      |
| juin 1995                                | mars 2014 | Pierre Hauvuy       | SE        | Principal de collège |
| mars 2014                                | En cours  | Lydia Bussy-Boiteux | SE        | Logisticienne        |
| Les données manquantes sont à compléter. |           |                     |           |                      |

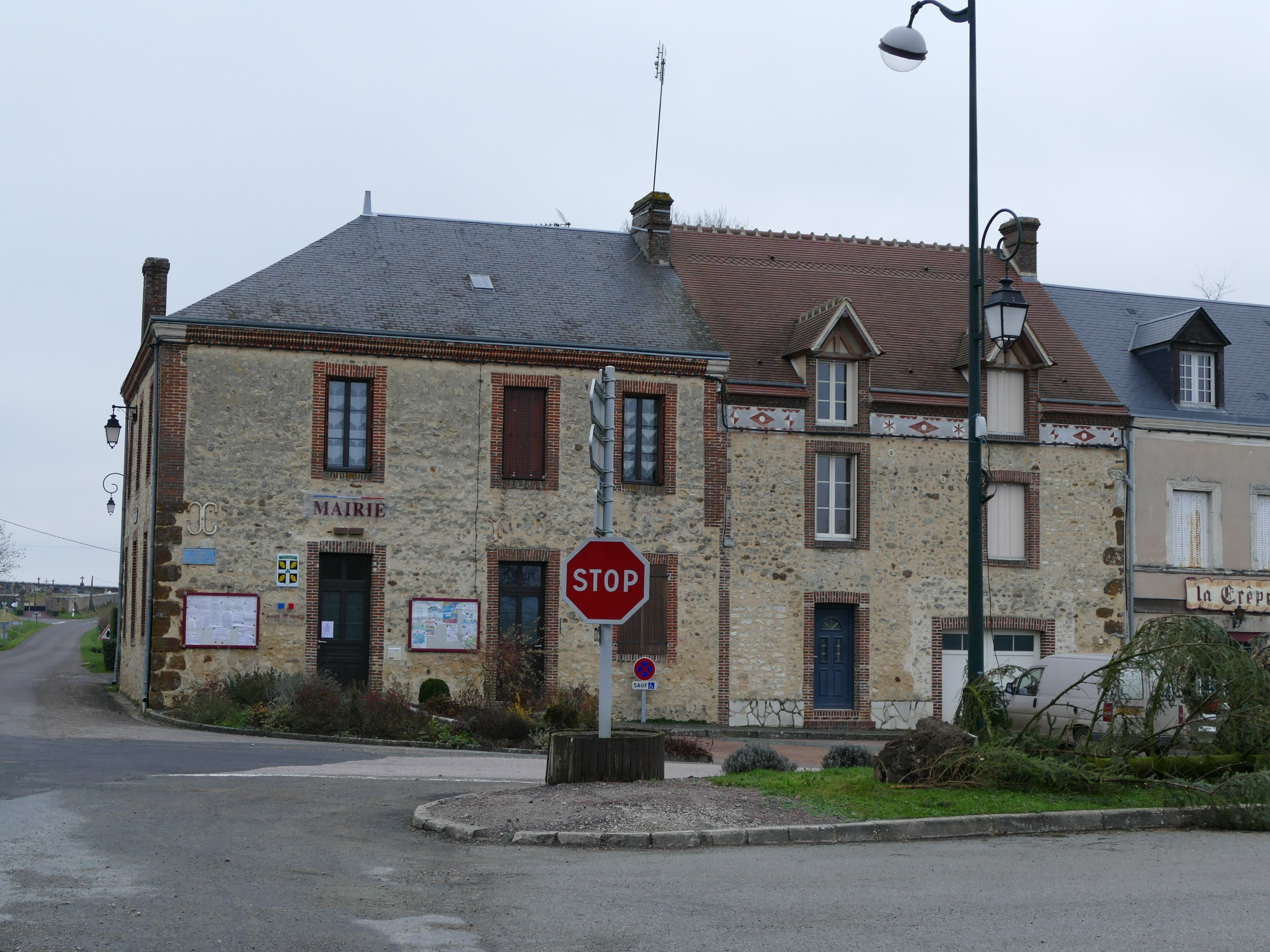
La mairie.

Le conseil municipal est composé de onze membres dont le maire et un adjoint.

## Démographie
L'évolution du nombre d'habitants est connue à travers les recensements de la population effectués dans la commune depuis 1793. Pour les communes de moins de 10 000 habitants, une enquête de recensement portant sur toute la population est réalisée tous les cinq ans, les populations de référence des années intermédiaires étant quant à elles estimées par interpolation ou extrapolation. Pour la commune, le premier recensement exhaustif entrant dans le cadre du nouveau dispositif a été réalisé en 2007.
En 2022, la commune comptait 191 habitants, en évolution de −4,02 % par rapport à 2016 (Orne : −3,21 %, France hors Mayotte : +2,11 %).Feings a compté jusqu'à 829 habitants en 1806.
| 1793 | 1800 | 1806 | 1821 | 1836 | 1841 | 1846 | 1851 | 1856 |
| ---- | ---- | ---- | ---- | ---- | ---- | ---- | ---- | ---- |
| 770  | 780  | 829  | 785  | 822  | 812  | 728  | 779  | 746  |

| 1861 | 1866 | 1872 | 1876 | 1881 | 1886 | 1891 | 1896 | 1901 |
| ---- | ---- | ---- | ---- | ---- | ---- | ---- | ---- | ---- |
| 682  | 650  | 646  | 602  | 601  | 591  | 568  | 524  | 479  |

| 1906 | 1911 | 1921 | 1926 | 1931 | 1936 | 1946 | 1954 | 1962 |
| ---- | ---- | ---- | ---- | ---- | ---- | ---- | ---- | ---- |
| 475  | 443  | 375  | 351  | 349  | 335  | 351  | 365  | 310  |

| 1968 | 1975 | 1982 | 1990 | 1999 | 2006 | 2007 | 2012 | 2017 |
| ---- | ---- | ---- | ---- | ---- | ---- | ---- | ---- | ---- |
| 304  | 221  | 252  | 226  | 220  | 220  | 220  | 220  | 191  |

| 2022 | - | - | - | - | - | - | - | - |
| ---- | - | - | - | - | - | - | - | - |
| 191  | - | - | - | - | - | - | - | - |

## Lieux et monuments

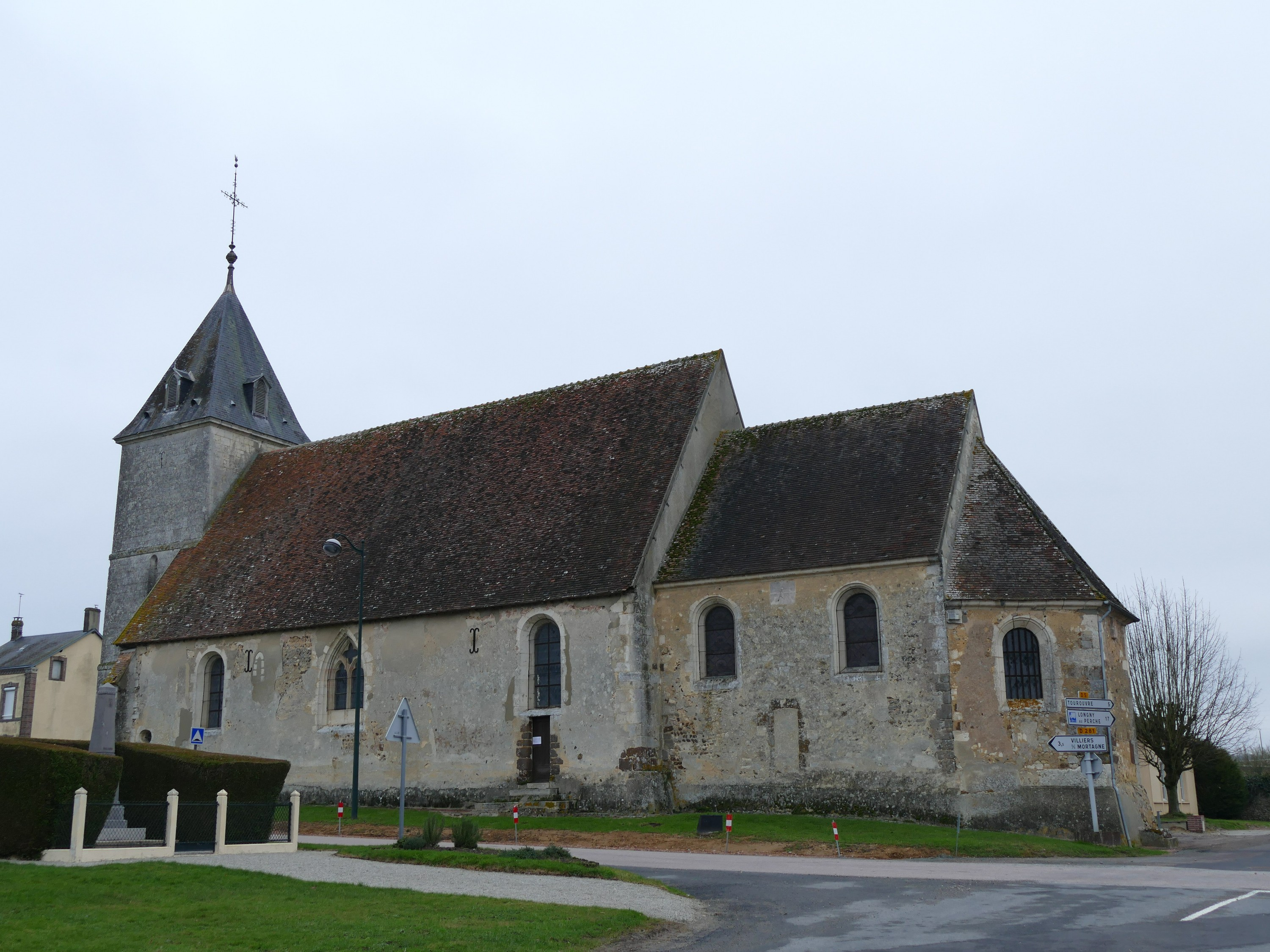
L'église Saint-Gervais-et-Saint-Protais.

- Les vestiges de l'ancienne chartreuse Notre-Dame du Val-Dieu du XIIe siècle, inscrite au titre des monuments historiques[30].
- L'église Saint-Gervais-et-Saint-Protais abrite un ensemble maître-autel-tabernacle-retable du XVIIIe siècle, un christ en croix du XVe siècle, des fonts baptismaux du XVe siècle et une statue de sainte Anne et la Vierge du XVIe siècle, quatre œuvres classées à titre d'objets[31].

## Héraldique
| Blason de Feings | Blason  | De sable à la croix d'argent chargée en abîme d'un trèfle de sinople et cantonnée de quatre feuilles de chêne d'or posées en sautoir, les pétioles vers l'abîme. |
| Blason de Feings | Détails | Le statut officiel du blason reste à déterminer. |